# 광왕
광왕 이미(狂王 泥靡, ? ~ ?)는 오손의 4대 군주다. 광왕은 군주의 칭호고, 이미는 이름이다. 2대 군주 잠취의 아들이다.

## 생애
아버지 잠취가 죽었을 때, 어려서 바로 곤미가 되지 못하고 당숙 옹귀미가 곤미가 됐다. 옹귀미는 이미를 다음 곤미로 세우기로 잠취와 약속했었으나, 원강 2년(기원전 64년), 약속을 깨고 전한에 사자를 보내 자신이 유해우와의 사이에서 낳은 아들 원귀미에게 곤미를 물려주고자 했다. 전한에서는 상혜를 보내 원귀미의 아내로 삼을 유해우의 동생의 딸 상부를 호송하게 했으나, 신작 2년(기원전 60년), 상혜 일행이 전한의 국경을 나가기도 전에 곤미가 죽었다. 이에 옛 약속대로 오손의 귀족들에게 곤미로 옹립됐다. 상혜는 원귀미를 곤미로 추대하지 않은 것을 꾸짖자고 전한 선제에게 상주했으나, 원래부터 원귀미를 곤미로 세우고 한나라의 사위로 삼는 데 반대한 소망지가 상혜의 의견에 반대하고 상부를 돌아오게 하자고 해 상혜의 계획은 실현되지 못했다.
즉위한 후 유목민족의 수계혼 풍습에 따라 유해우와 혼인하고 아들 치미(鴟靡)를 낳았으나, 사이는 나빴다. 그리고 포악해 인심을 잃었다. 전한은 이를 틈타 광왕을 암살할 계획을 세우니, 인질로 와 있던 광왕의 아들을 호송해 오손으로 돌려보낸 위사마(衛司馬) 위화의(魏和意)와 부후(副候) 임창(任昌)과 유해우가 함께 모의해 주연 자리에서 광왕을 기습했다. 그러나 광왕은 부상을 입은 채 달아났다. 광왕의 아들 세심수(細沈瘦)가 군대를 모아 광왕을 암살하려 한 일당이 있는 오손의 수도 적곡성을 포위했다. 서역도호 정길이 구원을 오니 세심수는 포위를 풀고 갔다. 전한은 암살 계획이 들통나자 오손과의 우호가 깨질 것을 염려해 중랑장 장준(張遵)에게 약을 가지고 가 광왕을 치료하고 금과 비단을 하사했으며, 위화의와 임창을 장안으로 압송해 참수했다. 그런데 오손에 남아서 사건을 조사하고 있던 거기장군장사 장옹(張翁)이 취조 중 해우공주의 머리채를 잡고 욕을 해서, 귀환한 장옹은 살해됐고, 또 전한에서는 부사(副使) 계도(季都)에게 의사를 데리고 가서 광왕을 치료하게 했는데, 정작 계도가 돌아오니 광왕이 주살되어야 마땅한데도 아무런 조치를 취하지 않았다고 궁형에 처했다. 이 암살 모의 사건은 오봉 연간(기원전 57년 ~ 기원전 54년)의 일로 여겨진다.
옹귀미와 흉노 부인 사이에서 낳은 아들 오취도는 광왕이 부상을 입었을 때 달아나, 외가인 흉노의 힘을 내세워 무리를 모아 자립하니, 마침내 광왕은 오취도에게 습격을 받아 살해됐다.

## 출전
- 반고: 《한서》 권96하 서역전제66하, 동북아역사재단 편집 《한서외국전역주》에서 인용